# 1000 Clubzine

Logo

Das 1000 Clubzine war eine Zeitschrift aus Berlin, die sich mit der Techno- und Clubszene befasste. Sie erschien erstmals im November 1991 und war so neben der Frontpage das erste stilprägende Magazin der damals jungen Musik- und Partykultur.
Das 1000 Clubzine beinhaltete Informationen über Berliner Party-, Radio- und Fernsehtermine, Künstler und Musikveröffentlichungen der Szene, daneben Partybilder sowie kostenlose Kleinanzeigen. Typografie und Layout waren durch anarchistische Kombinationen von Text und Grafiken von der typischen Ausdrucksform der frühen Technoszene geprägt und beeinflussten diese nachhaltig. Die ersten Ausgaben waren einfarbig in Blau, Grün oder Rot und später zweifarbig gehalten.
Erstmals erschien das 1000 Clubzine im November 1991 und kam bis auf vereinzelte Unregelmäßigkeiten monatlich mit einer Auflage von 6.000 Exemplaren heraus, die zur Techno-Kunstausstellung Chromapark auf 10.000 erhöht wurde. Das Format maß 39 × 54 auf 13 × 27 Zentimeter gefalzt. Aufgrund finanzieller Schwierigkeiten gab es in den Monaten Januar, Februar und Oktober 1994 keine Ausgaben. Verteilt wurde das Magazin kostenlos in Clubs, Bars und Szenegeschäften und war zudem über ein Abonnement beziehbar. Die Redaktion befand sich am Mariendorfer Damm 35 D. Herausgeber und Chefredakteur war Stefan Schwanke, der zeitweise auch für Frontpage, Mayday, Loveparade, Space Agency, Planet und E-Werk arbeitete. Mitte der 1990er Jahre wurde das Heft eingestellt.
Das Magazin veranstaltete verschiedene Partys unter dem Namen „RaveXplosion“ in den Clubs Walfisch, Tresor, Turbine, Exit, Climax und Magic Balloon und präsentierte die Oldschool-Techno-Veranstaltungsreihe „Back To Basics“.